# Jupiter (edificio)

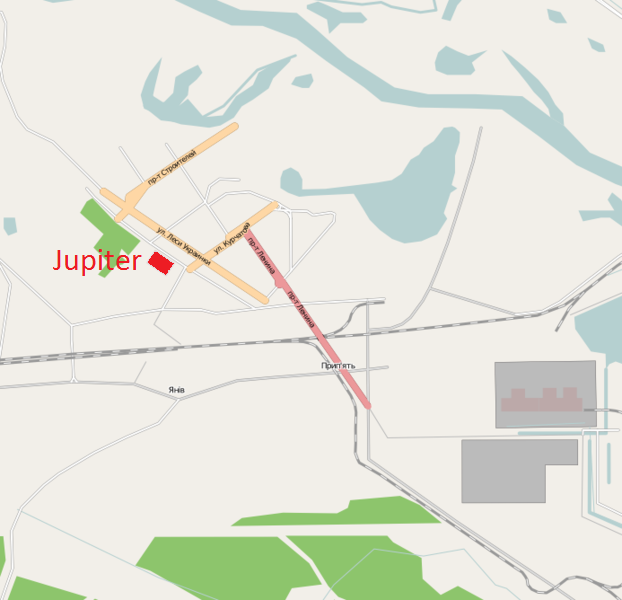
Localizzazione della fabbrica su OSM

La Jupiter o fabbrica Jupiter (in ucraino Юпітер? o Завод Юпітер; in russo Юпитер? o завод Юпитер) è una fabbrica abbandonata situata nella periferia di Pryp"jat' nella zona di alienazione.

## Storia

### La fabbrica
L'Unione Sovietica decise di costruire una fabbrica alla periferia di Pryp"jat' per impiegare parte di quelle persone che vi abitavano. Questa fabbrica divenne il secondo datore di lavoro nell'area dopo la centrale nucleare di Černobyl'. Aperta nel 1980, impiegò circa 3.500 operai. La fabbrica divenne una filiale della fabbrica Маяк di Kiev, dove fabbricarono registratori a cassette e componenti elettronici per elettrodomestici.
La produzione di nastro e componenti per elettrodomestici era una copertura, perché essa produceva segretamente componenti a semiconduttore per l'industria militare. Nuovi materiali sono stati testati in laboratori e officine e il dipartimento di robotica ha sviluppato vari sistemi robotici per l'URSS.

### Dopo il disastro
Qualche tempo dopo il disastro di Černobyl' nel 1986 e l'abbandono di Pryp"jat', alcuni impiegati tornarono alla Jupiter e la fabbrica divenne un laboratorio radiologico per testare varie tecniche di decontaminazione e sviluppare strumenti dosimetrici. La fabbrica continuò a funzionare fino al 1996; oggi è abbandonata. Il livello di radiazioni ionizzanti in alcuni punti rimane molte volte superiore al livello di sicurezza, specialmente nel seminterrato della fabbrica.

## Nella cultura di massa
La fabbrica Jupiter viene accuratamente riprodotta nel videogioco S.T.A.L.K.E.R.: Call of Pripyat e appare nel video musicale della canzone "Marooned" di Pink Floyd.

## Galleria d'immagini

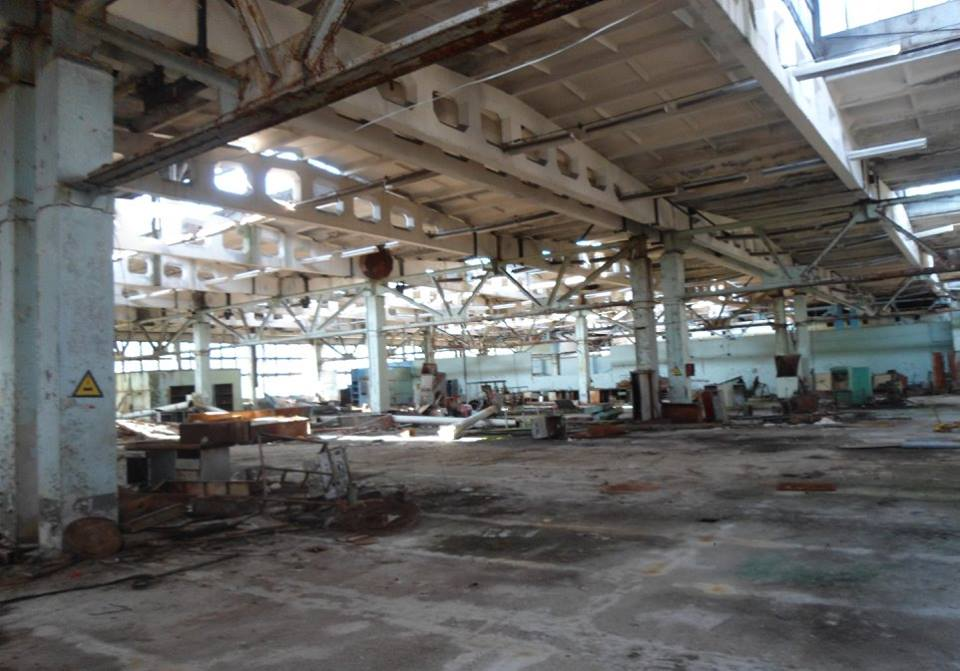
Agosto 2016
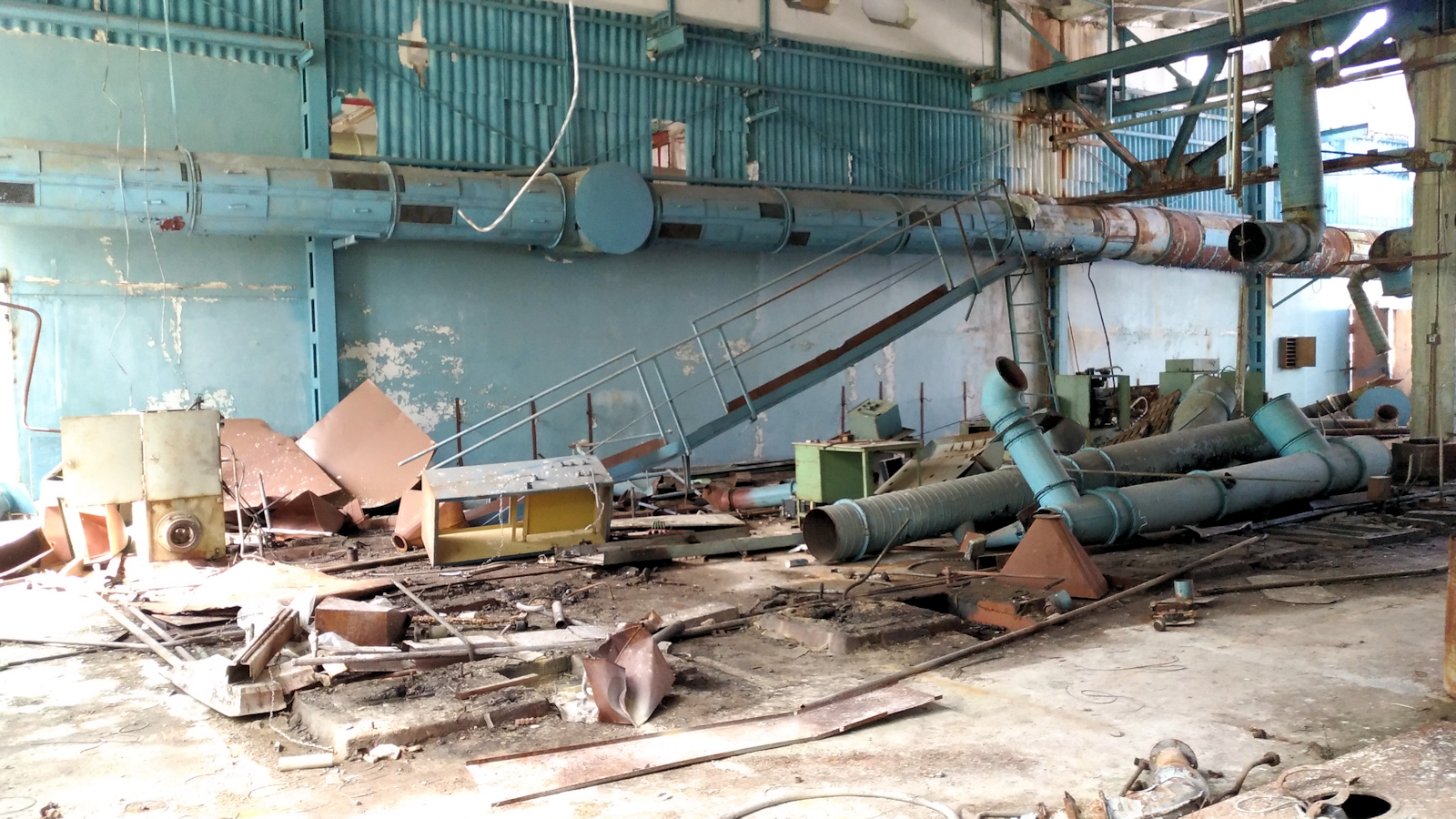
Giugno 2019
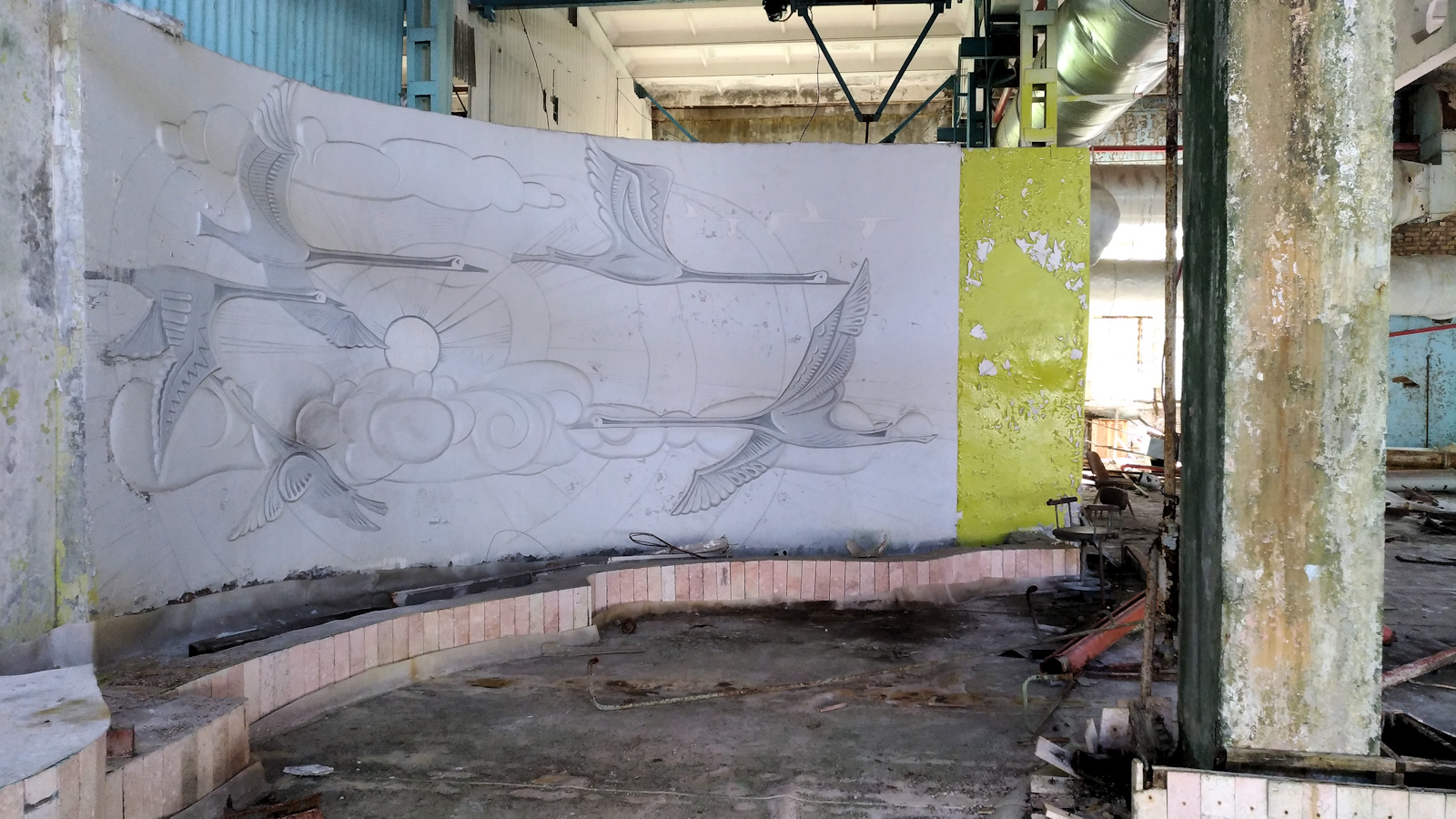
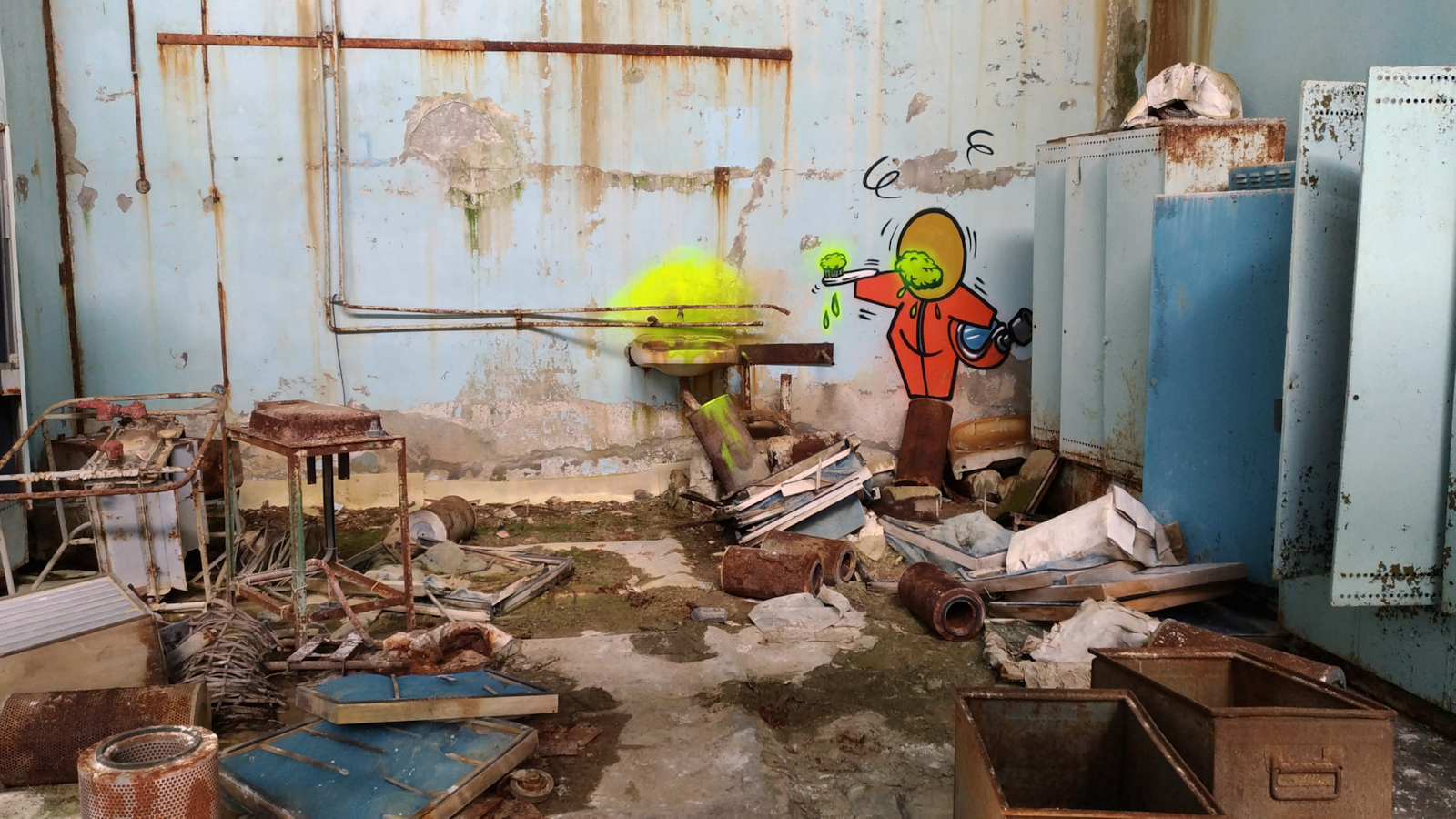
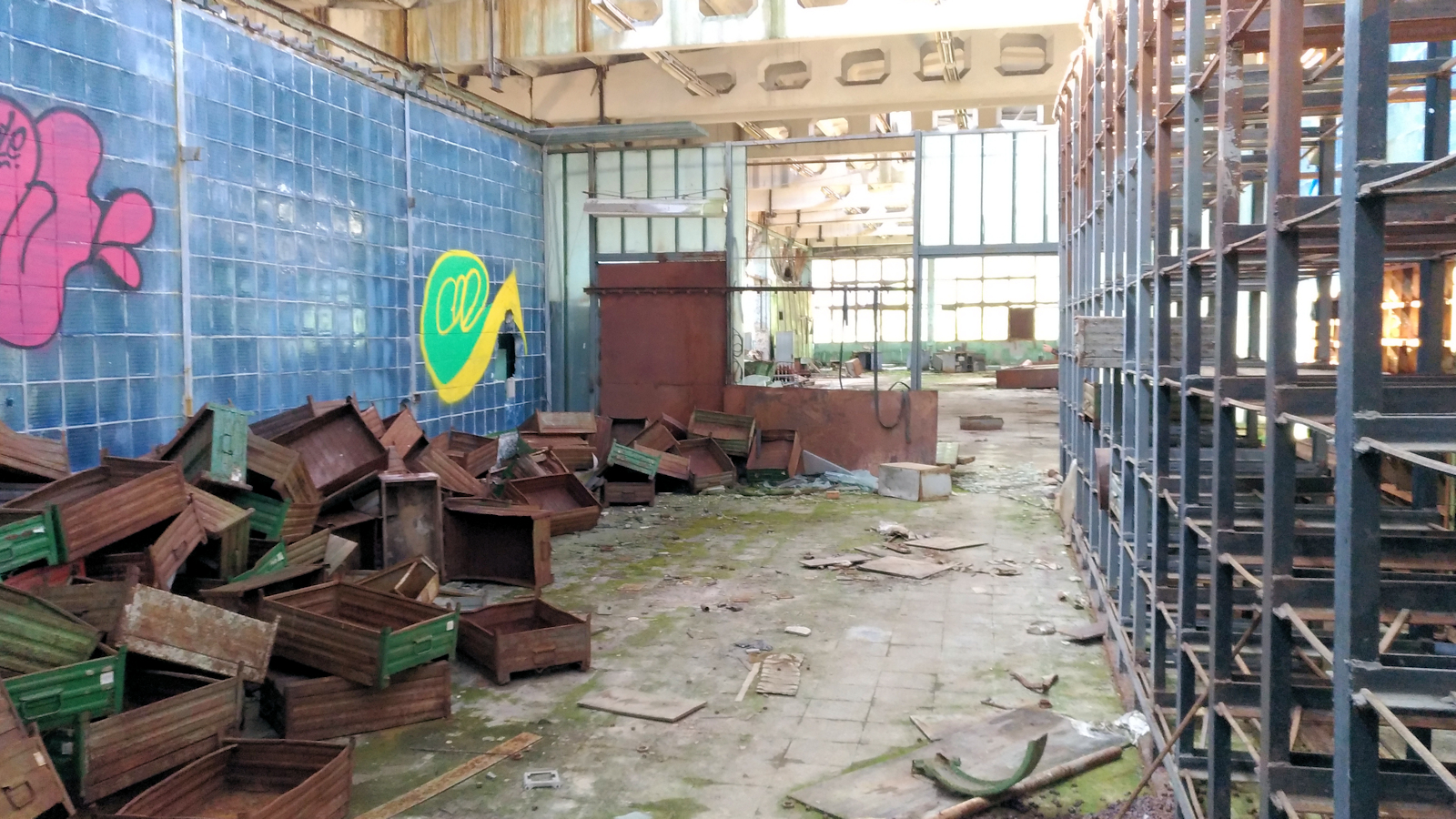
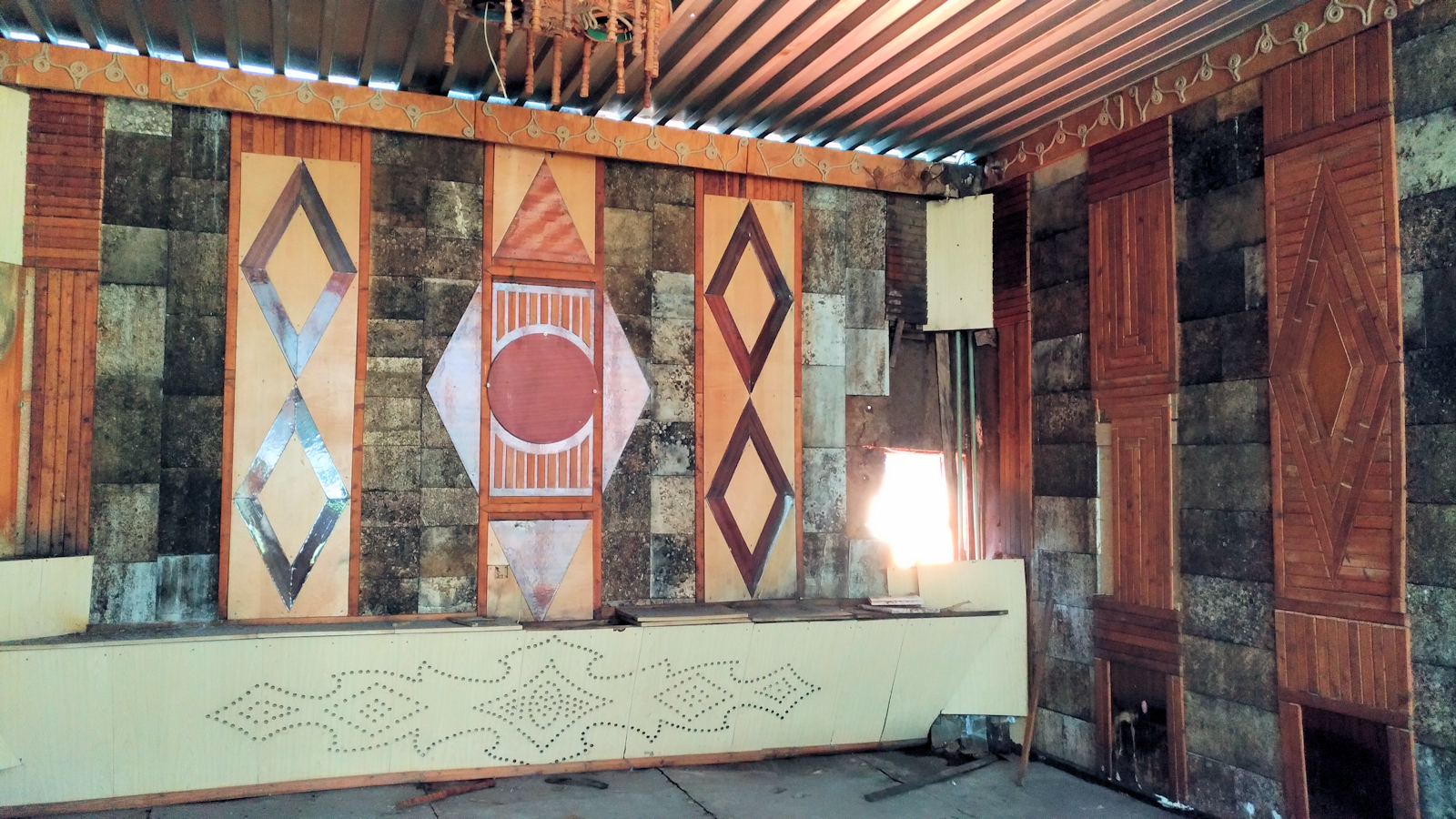